# Podpeca, Železna Kapla - Bela
Podpeca (nemško Koprein Petzen) je naselje v Občini Železna Kapla - Bela v Okraju Velikovec na Koroškem v Avstriji.